# Saison 1991 de la Ligue canadienne de football
Chronologie
Saison précédente Saison suivante
1991 est la 34e saison de la Ligue canadienne de football et la 108e saison depuis la fondation de la Canadian Rugby Football Union en 1884.

## Événements
Le 25 février, Harry Ornest (en) vend les Argonauts de Toronto à Bruce McNall (en), Wayne Gretzky et John Candy. 
Puis, le 24 juillet, le conseil d'administration des Rough Riders d'Ottawa démissionne en bloc, obligeant la Ligue canadienne de football à assumer l'administration de l'équipe. Trois mois plus tard, le 19 octobre, les Rough Riders sont vendus à Bernie et Lonie Glieberman.
Enfin, le 24 octobre, Larry Ryckman achète les Stampeders de Calgary du Stampeder Football Club Limited.

## Classements
| Clt   | Équipe                   | PJ | V  | D  | N | BP  | BC  | Pts |
| ----- | ------------------------ | -- | -- | -- | - | --- | --- | --- |
| +001, | Argonauts de Toronto     | 18 | 13 | 5  | 0 | 647 | 526 | 26  |
| +002, | Blue Bombers de Winnipeg | 18 | 9  | 9  | 0 | 516 | 499 | 18  |
| +003, | Rough Riders d'Ottawa    | 18 | 7  | 11 | 0 | 522 | 577 | 14  |
| +004, | Tiger-Cats de Hamilton   | 18 | 3  | 15 | 0 | 400 | 599 | 6   |

| Clt   | Équipe                           | PJ | V  | D  | N | BP  | BC  | Pts |
| ----- | -------------------------------- | -- | -- | -- | - | --- | --- | --- |
| +001, | Eskimos d'Edmonton               | 18 | 12 | 6  | 0 | 671 | 569 | 24  |
| +002, | Stampeders de Calgary            | 18 | 11 | 7  | 0 | 596 | 552 | 22  |
| +003, | Lions de la Colombie-Britannique | 18 | 11 | 7  | 0 | 661 | 587 | 22  |
| +004, | Roughriders de la Saskatchewan   | 18 | 6  | 12 | 0 | 606 | 710 | 12  |

## Séries éliminatoires

### Demi-finale de la division Ouest
- 10 novembre : Lions de la Colombie-Britannique 41 - Stampeders de Calgary 43

### Finale de la division Ouest
- 17 novembre : Stampeders de Calgary 38 - Eskimos d'Edmonton 36

### Demi-finale de la division Est
- 10 novembre : Rough Riders d'Ottawa 8 - Blue Bombers de Winnipeg 26

### Finale de la division Est
- 17 novembre : Blue Bombers de Winnipeg 3 - Argonauts de Toronto 42

### 79ecoupe Grey
- 24 novembre : Les Argonauts de Toronto gagnent 36-21 contre les Stampeders de Calgary au stade de Winnipeg à Winnipeg (Manitoba).

## Honneurs individuels
- Joueur par excellence : Doug Flutie (QA), Lions de la Colombie-Britannique
- Joueur défensif par excellence : Greg Battle (en) (SEC), Blue Bombers de Winnipeg
- Joueur de ligne offensive par excellence :  Jim Mills (en) (BL), Lions de la Colombie-Britannique
- Joueur canadien par excellence : Blake Marshall (en) (DO), Eskimos d'Edmonton
- Recrue par excellence : Jon Volpe (en) (DO), Lions de la Colombie-Britannique